# XLI. Panzerkorps
XXXXI. Panzerkorps var en tysk armékår under andra världskriget. Den skapades 7 juli 1942 genom att XXXXI. Armeekorps ombildades till en pansarkår.

## Slaget vid Kursk
Kåren tillhörde Walter Models 9. Armee som angrep på den norra sidan av Kurskbågen. Samtliga av de tunga pansarvärnskanonvagnarna av typen Ferdinand som tillverkats utom två tilldelades kåren och var organiserades i schwere Panzerjäger-Abteilung 653 och schwere Panzerjäger-Abteilung 654.

### Organisation
Tillhörde 9. Armén
- 18. Panzer-Division
- 86. Infanterie-Division
- 292. Infanterie-Division
- schwere Panzerjäger-Abteilung 653
- schwere Panzerjäger-Abteilung 654

## Befälhavare
Kårchefer: 
- General der Panzertruppe Josef Harpe   (7 juli 1942 - 15 oktober 1943)
- General der Artillerie Helmuth Weidling   (15 oktober 1943 - 19 juni 1944)
- Generalleutnant Edmund Hoffmeister   (19 juni 1944 - 1 juli 1944)
- General der Artillerie Helmuth Weidling   (1 juli 1944 - 10 april 1945)
- Generalleutnant Wend von Wietersheim   (10 april 1945 - 19 april 1945)
- Generalleutnant Rudolf Holste   (19 april 1945 - 8 maj 1945)